# Bajkalsko-amurska magistrala
Bajkalsko-amurska magistrala  (BAM) (ruski:  Байкало-Амурская магистраль (БАМ) je željeznička pruga u Rusiji, koja povezuje istočni Sibir i Daleki istok Rusije. S dužinom od 4 324 km, jedna je od najdužih pruga na svijetu.
BAM je izgrađena kao strateški alternativni put Transsibirske pruge, osobito uz ranjive dijelove u blizini granice s Kinom. Troškovi izgradnje procijenjeni su na 14 milijardi $. Zbog teškog terena, vremena, trajanje i cijene izgradnje sovjetski premijer Leonid Brežnjev opisao je Bajkalsko-amursku magistralu kao "građevinski projekt stoljeća".
Pruga počinje kod grada Tajšeta, a zatim prelazi rijeku Angaru kod grada Bratska, dalje ide preko Lene kod Ust-Kuta, nastavlja preko Severobajkalska na istok.  Dalje ide sjevernom stranom Bajkalskog jezera, prolazi Tindu i Hani, te rijeku Amur kod Komsomolska na Amuru, konačno kod Sovjetskaja Gavanja dolazi do Tihog ocean.
Duž linije ima 21 tunel, ukupne dužine 47 km. Tu je i više od 4.200 mostova, u ukupnoj dužini od preko 400 km. Trasa današnje pruge uzeta je u obzir 1880. kao opcija za istočni dio planirane transsibirske željeznice. U 1930-tim logoraši su sagradili dionicu od Tajšeta do Bratska.

## Vanjske poveznice
- Povijest izgradnje BAM  Arhivirana inačica izvorne stranice od 9. ožujka 2016. (Wayback Machine)